# Jacob Wahren
Jacob Wahren, född 19 mars 1864 i Norrköping, död 18 juni 1943, var en svensk företagsledare verksam i Norrköping.
Wahren, som var son till fabriksdisponent Herman Wahren och Emelie Philip, avlade studentexamen i Norrköping 1883 och genomgick industriell och merkantil utbildning i Tyskland och England 1884–1886. Han var disponent vid yllefabriken Bergsbro AB 1892–1906, invaldes i stadsfullmäktige 1908, drätselkammaren 1909, var ledamot av av styrelsen för Norrköpings Sodafabriks AB från 1930 samt ledamot och ordförande i ett flertal kommunala kommittéer och styrelser. Han var stadens ombud vid en arbetslöshetskongress i Paris och motionerade om markupplåtelse till egna hem för fabriksarbetare med tillfälle för ägarna att på elektrisk vävstol i hemmet utföra sitt arbete 1911.